# Sejren
Sejren er en skulptur udført af den danske billedhugger Rudolph Tegner. Den blev støbt i 1925. 
Skulpturen forestiller en kriger, der løfter en livløs person over hovedet. Den er opstillet i Rudolph Tegners Museum og Statuepark.